# Мальва пудинг
Мальва пудинг (Malva pudding) — солодкий пудинг південноафриканського походження. Містить абрикосовий джем і має губчасту карамелізовану текстуру. У гарячому вигляді його завжди поливають вершковим соусом, і зазвичай подають теплим із холодним заварним кремом та/або морозивом. Його пропонують багато ресторанів Південної Африки. Вважається, що пудинг спочатку походить з Голландії.
Пудинг набув популярності на західному узбережжі США після того, як особистий шеф-кухар Опри Вінфрі, Арт Сміт, подав його на різдвяну вечерю в 2006 році ученицям Академії лідерства Опри Вінфрі для дівчат у Південній Африці.
Існують різні теорії походження назви.
- Оксфордський словник англійської мови говорить, що воно походить від африкаанс malvalekker, що означає «зефір» (в кінцевому підсумку від лат. malva, мальва).[5] Можливо через схожість між текстурою пудингу та текстурою зефіру або подібної африканської солодощі, malvelekker, виготовленої з екстрактом алтея.[6]
- Мальва також на африкаанс означає герань (у широкому значенні, включаючи пеларгонію).[7] Інша ботанічна теорія полягає в тому, що тісто спочатку було ароматизоване листям герані (Пеларгонія духмяна) з запахом лимона або троянди, різновидів місцевих рослин Південної Африки.[6]
- Арт Сміт сказав, що, за словами Коліна Коуї, його посла гостинності в Південній Африці, пудинг названо на честь жінки на ім'я Мальва.[8]
- Інша теорія полягає в тому, що соус спочатку містив вино Мальвазія (мальвазія). Прихильники цієї теорії включають бренді або херес до складу соусу.[6]
- Припускають, що пудинг спочатку супроводжувався вином Мальвазія.[9]

## Капський бренді пудинг
Капський бренді-пудинг — це страва, близька до, можливо, варіанта пудингу Мальва. Основна відмінність полягає в заміні деяких інгредієнтів Мальви на Капський бренді та фініки для солодкості.
1. ↑  South African Recipes | Malva Pudding. www.capetownmagazine.com (англ.). Процитовано 4 червня 2022.
2. ↑  #HeritageDay: Where does malva pudding come from?. The Citizen (англ.). 24 вересня 2020. Процитовано 4 червня 2022.
3. ↑  What Is Malva Pudding? (with pictures). Delighted Cooking (амер.). Процитовано 4 червня 2022.
4. ↑  Malva pudding piques US palates' interest. eNCA. 23 березня 2014. Архів оригіналу за 12 серпня 2014. Процитовано 11 серпня 2014.
5. ↑  The New Shorter Oxford English Dictionary. Clarendon Press. 1993.
6. 1 2 3  Malva pudding. Winemag. 10 серпня 2007. Архів оригіналу за 12 серпня 2014. Процитовано 11 серпня 2014.
7. ↑  Translation of the word "malva". Afrikaans-English dictionary Afrikaans-Engelse woordeboek. Процитовано 11 серпня 2014.
8. ↑  Oprah and Malva Pudding. Архів оригіналу за 11 жовтня 2008. Процитовано 16 лютого 2024.
9. ↑  Malva Pudding Recipe. Food & Family. 20 серпня 2007. Процитовано 11 серпня 2014.
10. ↑  admin (23 серпня 2019). Cape Brandy Pudding Recipe. Makweti (англ.). Процитовано 12 січня 2023.